# Montagano
Montagano is een gemeente in de Italiaanse provincie Campobasso (regio Molise) en telt 1207 inwoners (31-12-2004). De oppervlakte bedraagt 26,5 km², de bevolkingsdichtheid is 46 inwoners per km².

## Demografie
Montagano telt ongeveer 499 huishoudens. Het aantal inwoners daalde in de periode 1991-2001 met 10,0% volgens cijfers uit de tienjaarlijkse volkstellingen van ISTAT.
| Jaar | Inwoneraantal |
| ---- | ------------- |
| 1991 | 1387          |
| 2001 | 1248          |

## Geografie
Montagano grenst aan de volgende gemeenten: Limosano, Matrice, Petrella Tifernina, Ripalimosani.